# 퍼펙트 라이프
《퍼펙트 라이프》(Perfect Life)는 TV조선에서 방송중인 교양 텔레비전 프로그램이다.

## 기획 의도
스타의 일상을 관찰해, 따라 해도 좋을 '굿 시그널'과 조심해야 할 '배드 시그널'을 찾아서 라이프 스타일 전문가 군단이 특급 솔루션을 제시하는 프로그램이다.

## 방송 일정
| 방송 채널 | 방송 기간              | 방송 시간                | 비고 |
| --------- | ---------------------- | ------------------------ | ---- |
| TV CHOSUN | 2020년 6월 10일 ~ 현재 | 매주 수요일 밤 8시 ~ 9시 |      |

## 출연진
- 홍경민 - MC
- 현영 - MC
- 이성미
- 신승환
- 선재광
- 유병욱
- 고도일
- 안태환